# Liaison au sol
En automobile, la liaison au sol désigne l'ensemble des éléments, généralement liés entre eux, effectuant la liaison entre le châssis d'un véhicule et le terrain sur lequel il évolue. À ce titre, ils constituent un élément capital, non seulement en matière de sécurité automobile pour les occupants du véhicule, mais également en matière de confort. Une liaison au sol est généralement composée des éléments suivants (variable suivant le type de véhicule) : 
- Essieu
- Direction
- Roues (pneus et jantes)
- Freins
- Suspension
- Anti blocage de sécurité

Entre autres paramètres, un ensemble de liaison au sol doit prendre en compte les capacités d'accélération, de décélération, de giration, de freinage du véhicule sur lequel il est installé, ou destiné à être installé, ainsi que sa masse et la position de son centre de gravité, afin de pouvoir assurer l'adhérence et la stabilité du véhicule dans le maximum de situation (ligne droite, virage, bitume, gravillons, poussière, neige...).